# Gioseffo Zarlino

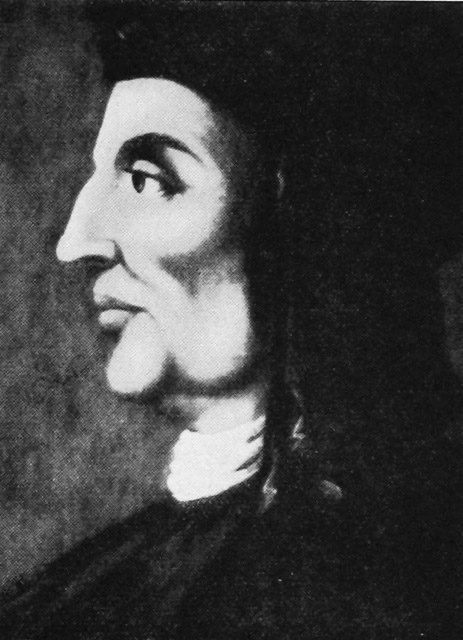
Gioseffo Zarlino.

Gioseffo Zarlino (31 de enero o 22 de marzo de 1517 - 4 de febrero de 1590) fue un compositor italiano y, sobre todo, un teórico de la música del Renacimiento, y el teórico más importante desde Aristóxeno hasta Jean-Philippe Rameau. Su contribución destaca especialmente en el campo del contrapunto y de la afinación de los instrumentos.

## Biografía
Zarlino nació en Chioggia, cerca de Venecia. Fue educado con los franciscanos y, más tarde, entró en esta orden religiosa. En 1536 cantaba en la iglesia de Chioggia y en 1539 lo nombraron diácono y consiguió el cargo de organista de la catedral. Ordenado sacerdote en 1540, fue a Venecia el año siguiente para estudiar con el sabio contrapuntista flamenco Adrian Willaert, que era el maestro de capilla de la Basílica de San Marcos. Muchos años después, en 1565, sería nombrado también maestro de capilla en la misma basílica en sustitución de Cipriano de Rore, uno de los cargos musicales más prestigiosas de toda Italia, y que conservó hasta su muerte. Durante los últimos años de su vida tuvo como compañeros a los principales compositores de la escuela veneciana: Claudio Merulo, Girolamo Diruta y Giovanni Croce, así como Vincenzo Galilei, y el polemista Giovanni Artusi.

## Obra e influencia
El número de sus composiciones musicales es modesto. Sus motetes son de buena factura y muestran su dominio del contrapunto. Aun así, su fama proviene de sus estudios teóricos. Preconizó la división de la octava en doce intervalos y, aunque Pietro Aaron haya sido probablemente quién describió una forma de temperamento mesotónico, es Zarlino quién parece haber sido el primero en hacerlo de manera precisa, explicando en detalle el temperamento a los 2/7 coma en su obra de 1558, Istitutioni harmoniche. En otra obra de 1571, titulada Dimonstrationi harmoniche, examinó los diferentes modos y recomendó el de Do Mayor (modo jónico). Se acerca así al sistema armónico y melódico fundamentado en la tonalidad, que priorizaría los modos mayor y menor en detrimento de los modos antiguos.
Zarlino fue el primero en reconocer la importancia de la tercera mayor como el intervalo fundador de la armonía. La justa entonación que conceptualiza es inducida por las imperfecciones comprobadas en la gama pitagórica y el deseo de tener el máximo de intervalos sonando justo en un sistema de doce intervalos por octava. Fue igualmente el primero en intentar explicar la norma que prohibía las quintas y octavas paralelas en la conducción del contrapunto. También fue el primero en estudiar los efectos y consecuencias armónicas de las falsas relaciones.
En su sistema de afinación, se basa en las relaciones extraídas de la serie armónica, principalmente en los de octava, quinta y cuarta justa así como en los de tercera mayor y menor. A partir de estas relaciones crea un sistema basado en tonos grandes, tonos pequeños así como tres tipos de semitonos, diatónico grande, pequeño y cromático.
Los escritos de Zarlino fueron publicados por primera vez por Francesco Franceschi y difundidos por toda Europa hacia finales del siglo XVI. Las traducciones y ediciones comentadas fueron numerosas en Francia, Alemania y los Países Bajos, donde fueron leídas y estudiadas por los alumnos del maestro Jan Pieterszoon Sweelinck, influyendo a los músicos posteriores que abrieron las puertas al barroco.